# Ormyrus williamsi
Ormyrus williamsi is een vliesvleugelig insect uit de familie Ormyridae. De wetenschappelijke naam is voor het eerst geldig gepubliceerd in 1999 door Narendran.